# Каратогай (Павлодарская область)
Каратогай (каз. Каратогай, до 2011 г. — Комарицино) — село в Павлодарском районе Павлодарской области Казахстана. Входит в состав Кенесского сельского округа. Код КАТО — 556047300.

## Население
В 1999 году население села составляло 289 человек (127 мужчин и 162 женщины). По данным переписи 2009 года, в селе проживало 244 человека (124 мужчины и 120 женщин).